# 마사이 히카루
마사이 히카루(1987년 7월 2일 ~ )는 일본 도야마현 출신의 가수이다. 스페이스 크래프트에 소속되어있다.

## 개요
7살부터 뮤지컬과 CM등 출연
2007년, 극장판 애니메이션「공의 경계」의 주제가 프로젝트로 행해지는 Sony Music 오디션에서 3만명의 응모자 중에서 발탁
Kalafina로써 2nd 싱글「sprinter/ARIA」부터 참가
투명감과 긴장감을 가지는 가성(歌聲)으로써 센세이셔널데뷔를 완수했다

## 에피소드
- 가수활동을 위해 가족과 함께 도쿄로 상경했다고 한다

## Kalafina
자세한 정보는 Kalafina 위키를 참고

## DVD
- FictionJunction YUUKA～Yuki Kajiura LIVE vol.#4 PART1～코러스참가 (2009년 10월 21일)
- Kalafina LIVE 2010 "Red Moon" at JCB HALL~Kajiura Produce 3rd Anniversary LIVE TOUR~ (2010년 12월 1일)
- Kalafina “After Eden” Special LIVE 2011 at TOKYO DOME CITY HALL (2012년 3월 21일)
- TYPE-MOON Fes. 10th Anniversary Event (2013년 1월 16일)
- Kalafina LIVE TOUR 2013“Consolation”Special Final (2013년 12월 11일)
- Yuki Kajiura LIVE vol.#11 FictionJunction YUUKA 2days Special 2014.02.08~09 中野サンプラザ 코러스참가 (2014년 6월 25일)
- Kalafina LIVE THE BEST 2015“Red Day” at　日本武道館 (2015년 7월 15일)
- Kalafina LIVE THE BEST 2015“Blue Day” at　日本武道館 (2015년 7월 15일)

## 기타활동
- FJC회원한정싱글「sing a song」(2012년 3월 16일）

「sing a song」
「silent moon」